# Verlag moderne Industrie
Der Verlag moderne Industrie (Eigenschreibung verlag moderne industrie) ist ein Fachverlag mit Publikationen, Internetportalen, Kongressen und Seminaren hauptsächlich für Führungskräfte und Ingenieure in der deutschen Industrie. Nach eigenen Angaben werden zehn Fachzeitschriften verlegt. Das Unternehmen mit Hauptsitz in Landsberg am Lech beschäftigt 110 Mitarbeiter.

## Geschichte

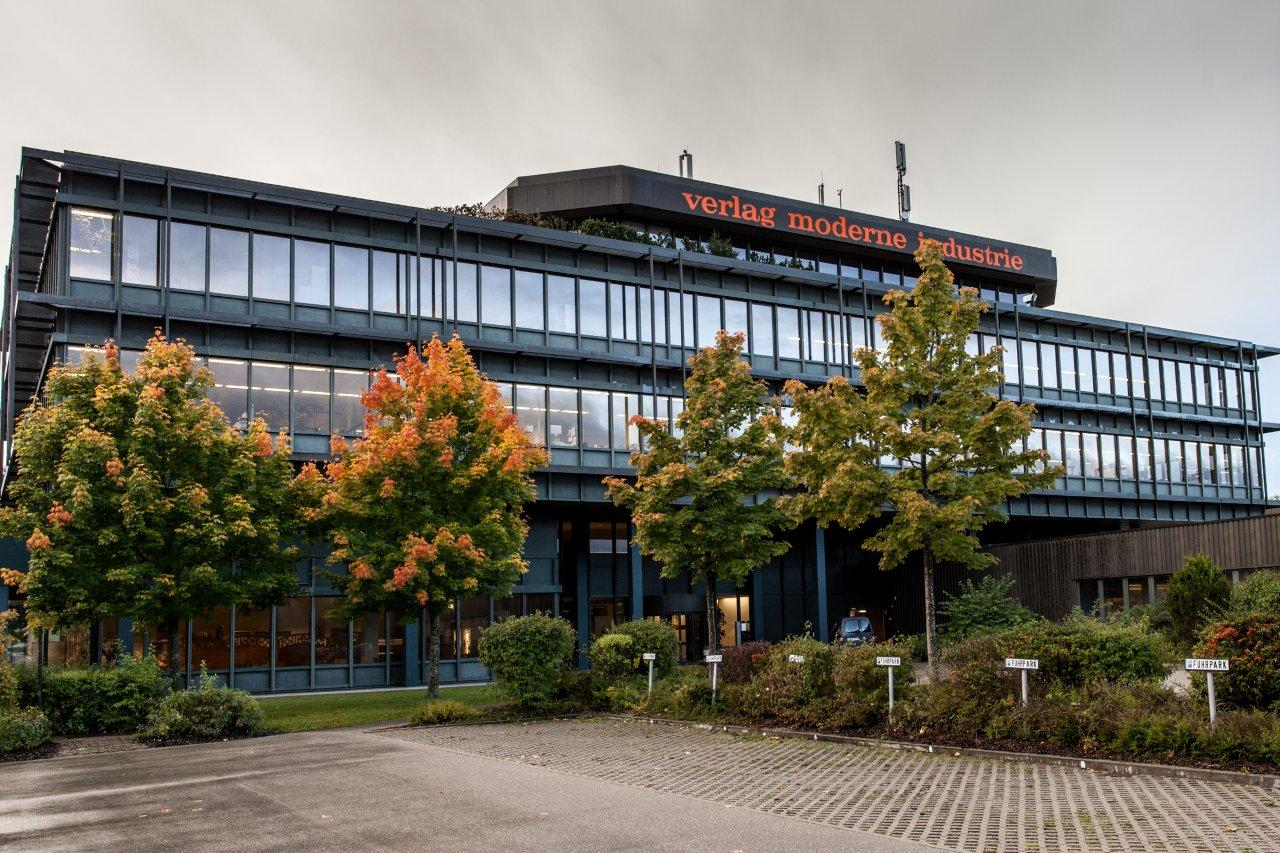
Hauptsitz in Landsberg am Lech (2014)

Der Verlag moderne Industrie wurde 1952 von den Wirtschaftsjournalisten Wolfgang Dummer und Norbert Müller in München als Buchverlag gegründet. Im Jahr 1962 gründete das Unternehmen die Fachzeitung Produktion, auf die in den darauffolgenden Jahrzehnten weitere Fachtitel unter anderem aus den Bereichen Fertigung, Metallbearbeitung und Betriebstechnik folgten.
Am Standort Hannover betreibt das Unternehmen mit sechs Mitarbeitern den Auftragsinformationsdienst Industryleads.
Im Jahr 1993 übernahm der Süddeutsche Verlag alle Anteile am Verlag moderne Industrie. In den Jahren 2004 und 2005 wurden das Buch- und Loseblattgeschäft an die Konzernschwester Verlagsgruppe Hüthig Jehle Rehm und an die Münchner Verlagsgruppe veräußert. Die Buch- und Zeitschriftenauslieferung wurde ebenfalls 2005 an Rhenus Medien Logistik verkauft. Seither ist das Kerngeschäft des Unternehmens das Fachzeitschriftengeschäft.

## Gesellschafter
Das Unternehmen ist eine 100-prozentige Tochter des Süddeutschen Verlags Hüthig Fachinformationen und gehört somit zum Süddeutschen Verlag und zur Südwestdeutschen Medien Holding.

## Produkte
Die zwei umsatzstärksten Publikationen des Unternehmens sind die Fachzeitung Produktion und die Fachzeitschrift Arzt & Wirtschaft. Acht weitere Fachpublikationen richten sich an Führungskräfte und Ingenieure in den Bereichen Konstruktion, Fertigungstechnik, Betriebstechnik und Einkauf:
- Arzt&Wirtschaft (vierthöchste Reichweite bei Allgemeinmedizinern in Deutschland)[4]
- Automobil Produktion
- Fertigung
- Fluid
- Instandhaltung
- ke NEXT
- Produktion
- Werkzeug & Formenbau
- Technik+Einkauf

## Beteiligungen
Der Verlag moderne Industrie hat eine 100-prozentige Beteiligung am Energie Informationsdienst.